# Anjuvannam
Anjuvannam fou un antic principat de Kerala a la costa Malabar. Fou concedit per l'emperador txera Bhaskara Ravivarman II vers l'any 1000, a Joseph Rabban, cap de la comunitat jueva establerta a la costa de Malabar al segle viii. És discutit si es tractava d'un principat en el sentit territorial del terme o una sobirania sobre tots els jueus de la zona. L'existència d'un cap del principat és esmentada al segle xiv pel rabí Nissim que visità la zona en aquella època. Vers el 1341 Joseph Azar es va enfrontar pel control d'Anjuvannam amb el seu germà gran; altres sobirans van prendre part a la lluita incloent els rages de Cochin i finalment els privilegis dels jueus a Kerala foren eliminats. Joseph Azar i el seu germà van fugir abans de 1370 cap a Cochin on van establir una nova comunitat jueva fundant una ciutat que fou anomenada vila jueva i encara conserva aquest nom (Jew Town). El domini portuguès a Cochin va portar a la persecució dels jueus al segle xvi però va desaparèixer el 1660 quan foren substituïts pels holandesos. A principis del segle XXI encara existeix una comunitat jueva a Malabar tot i que bona part dels seus membres ja ha emigrà a Israel.